# بات فلمنج
بات فلمنج هو لاعب كرة القدم الكندية كندي، ولد في 30 يونيو 1978 في أوتاوا في كندا.